# Teorema de Kolmogórov-Arnold-Moser
El teorema de Kolmogórov-Arnold-Moser o teorema KAM és un resultat de sistemes dinàmics sobre la persistència de moviments quasiperiòdics. Aquest teorema resol parcialment el problema dels divisors petits (que origina problemes de convergència en sistemes amb múltiples freqüències). La idea original per a avançar en la resolució del problema fou proposada per Andrei Kolmogórov el 1954. La demostració rigorosa i extensiva vingué de la mà de Vladímir Arnold (el 1963 per a sistemes analítics hamiltonians) i Jürgen Moser (el 1962 per a aplicacions llises). Aquests matemàtics donaren al teorema el seu nom actual.
El moviment en un sistema integrable està confinat a una superfície toroidal. Diferents condicions inicials del sistema originen diferents tors a l'espai fàsic.
El teorema KAM estableix que, si un sistema està sotmès a una petita pertorbació no lineal, alguns tors seran deformats i altres destruïts. Els que sobreviuen són aquells que tenen un quocient de freqüències prou irracional. És a dir, es destrueixen aquells el quocient de freqüències s'acosta més a un nombre racional, donats per la relació
{\displaystyle \left\vert {\frac {\omega _{2}}{\omega _{1}}}-{\frac {m}{s}}\right\vert >{\frac {k(\varepsilon )}{\sqrt {s}}}}
Amb {\displaystyle k(\varepsilon \rightarrow 0)\rightarrow 0}.
L'últim tor a destruir és el més irracional de tots (el que guarda major semblança amb el nombre auri).